# 駕崩
駕崩，也做崩、崩殂、山陵崩、宾天，是在漢文化圈中表示皇帝、皇后、太上皇帝、皇太后等敬称为“陛下”的人的死亡的委婉说法。

## 詞彙來源
“駕崩”源自《礼记·曲礼下》：“天子死曰崩”。“驾”则出自《后汉书·舆服志》“天子出，有大驾，有法驾，有小驾”。亦稱“宮車晏駕”（語出《史記·范睢蔡澤列傳》）、“龍馭上賓”（語出《史記·封禪書》）等。天子崩殂後，七日而殯，七月而葬。“崩駕”則指皇后、太后等逝世。
“賓天”典故出於黃帝，相傳黃帝最後乘龍返回天界離開人間，稱「龍馭賓天」，故賓天也成了天子死亡的委婉說法。元周密《齊東野語·卷十七·龔孟戣策問》：「明年秋，度宗賓天。」宾天有时也可指达官贵人之死，而非仅针对天子。

## 用法
剛辭世的天子（皇帝）一般称大行皇帝，而加諡號後，以諡號稱呼之。
日本亦以「崩御」（ Hōgyo）兩字來表示天皇已經去世。
英文中的“Demise of the Crown”直译为“王位的繼承”，但未必完全指君主逝世，也可指生前传位。英國君主逝世，皇室會用暗號通知首相，例如喬治六世駕崩稱為“Hyde Park Corner”（海德公園角）、伊莉莎白二世駕崩稱為“London Bridge is down”（伦敦桥塌了）。